# Windkraftanlage Hannover-Marienwerder

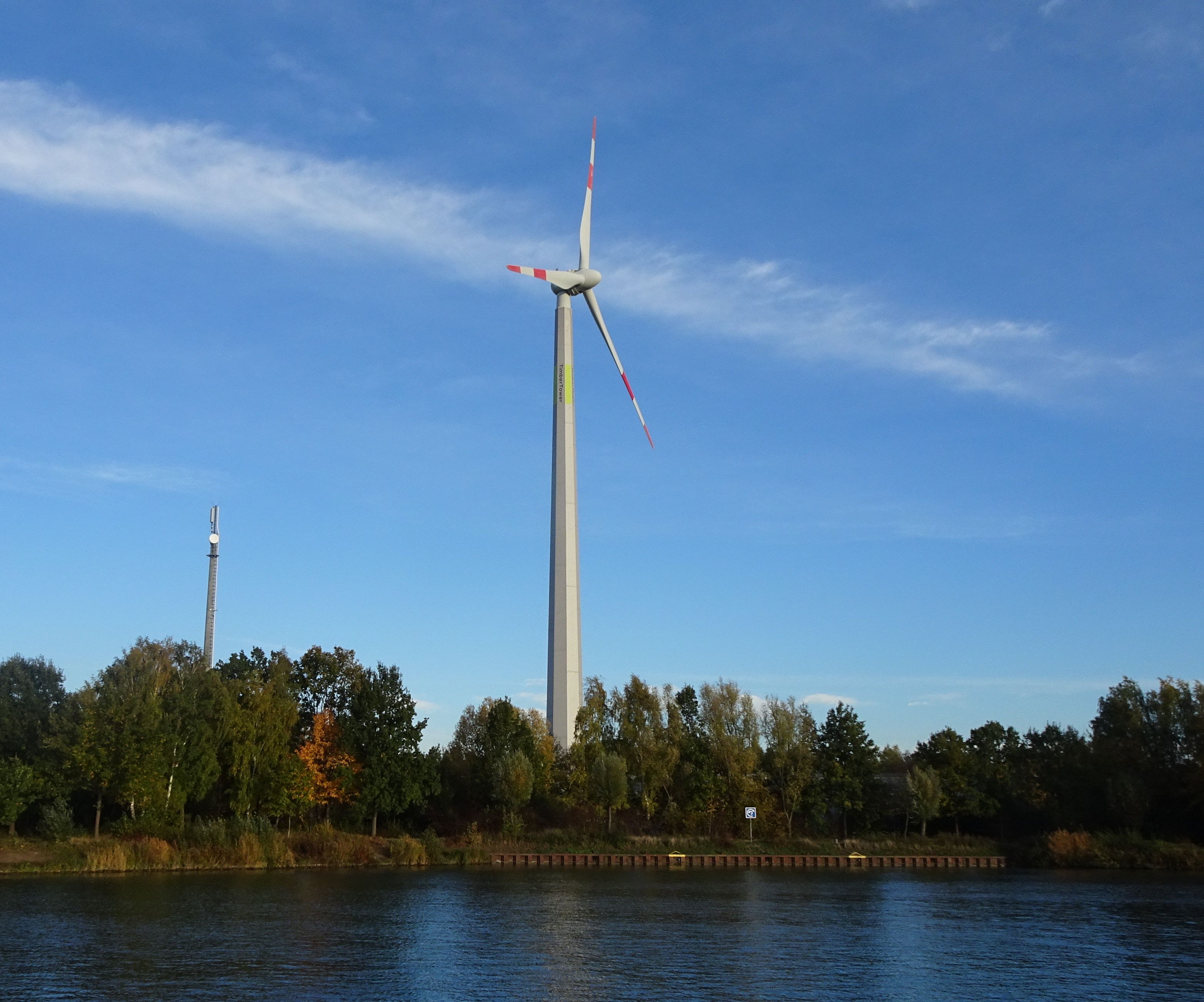
Windkraftanlage Hannover-Marienwerder (2018)

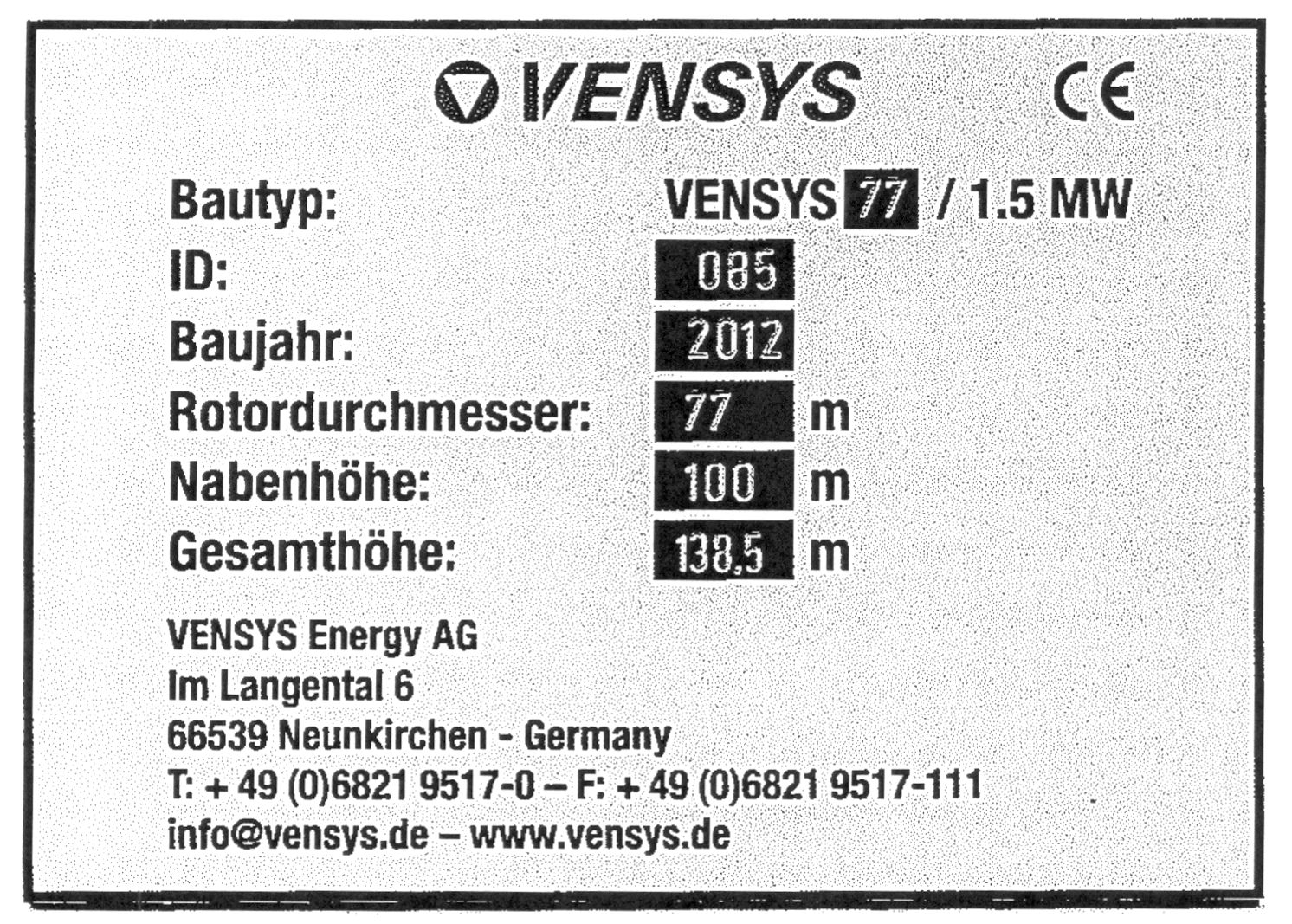
Typenschild

Die Windkraftanlage Hannover-Marienwerder ist im hannoverschen Stadtteil Marienwerder seit Ende November 2012 mit einer Leistung von 1,5 Megawatt in Betrieb. Bei der Anlage handelt es sich um eine Vensys 77, mit einer Gesamt-Bauwerkshöhe von 138,5 m, von denen 100 m auf den Turm entfallen (der Rest entfällt auf einen senkrecht nach oben gestreckt gedachten Rotorarm). Damit ist sie die erste Windkraftanlage der Welt, bei der ein Holzturm zum Einsatz kam.
Der Holzturm besteht aus 28 Stockwerken und besitzt eine stabile achteckige Außenwand von ca. 30 cm Wandstärke aus Sperrholz. Es wurden etwa 1000 Bäume gefällt, um diesen Turm zu produzieren (ca. 400 m³ Holz = ca. 200 t). Maschinenhaus und Rotor der Windkraftanlage lasten mit einem Gewicht von ca. 100 t auf dem Turm. Zur Ableitung von Blitzen ragen ca. 70 Drahtspitzen aus der Turmwand hervor. Eine UV-stabile PVC-Folie bildet die schützende Außenhaut des Turmes.
Aufgrund der ökologischen und technischen Vorteile von Holztürmen gibt es (Stand 2024) Bestrebungen, mehr Holztürme für Windkraftanlagen zu nutzen. Das schwedische Startup Modvion mit dem Forstunternehmen Stora Enso baut nach dem Vorbild des Timbertower zunächst einen 105 Meter hohen Windradturm für den schwedischen Energieerzeuger Varberg Energi in Skara aus Modulen von gebogenem Furnierschichtholz, ausgerüstet mit einer Vestas V90-Windturbine. Der Betrieb wird von der schwedischen Energieagentur, der Region Västra Götaland und dem EU-Programm Horizon 2020 EIC Accelerator kofinanziert. Der Turm wurde im März 2024 fertig gestellt.